# りゅう座7番星
りゅう座7番星（りゅうざ7ばんせい、7 Dra / 7 Draconis）は、りゅう座の恒星で5等星。

## 名称
天一（天乙、Tianyi）は、古代中国の天文学において、天球を天の北極を中心に3つの天区に分けた「三垣（さんえん）」の1つ「紫微垣（しびえん）」の中にある星官で、天界最高の至上神と看做された。天一は、りゅう座10番星と同定されていたが、2017年6月30日、国際天文学連合の恒星の命名に関するワーキンググループ (Working Group on Star Names, WGSN) は、りゅう座7番星の固有名として、Tianyi を正式に承認した。